# Microfulgur carinatus
Microfulgur carinatus is een slakkensoort uit de familie van de Fasciolariidae. De wetenschappelijke naam van de soort is voor het eerst geldig gepubliceerd in 1970 door Ponder.